# Tour de France 2006/20. Etappe
Die 20. Etappe der Tour de France 2006, ein Straßenradrennen, war 154,5 km lang und führte die verbliebenen 139 Fahrer aus dem Parc de Sceaux in Antony nach Paris auf den Champs-Elysées. Dort wurde auf der 6,5 km lange Schlussrunde zwischen Tuilerien, Place de la Concorde und der Place Charles de Gaulle die Ziellinie achtmal überquert.
Wie in den vergangenen Jahren glich der erste Teil der Etappe einer gemütlichen Kaffeefahrt. An der ersten Bergwertung wurde Michael Rasmussen, dem Führenden in der Bergwertung, ehrenvoll der Vortritt überlassen. Mit der Einfahrt auf die Champs-Elysées fuhr der 40-jährige Wjatscheslaw Jekimow aus dem Feld heraus, um sich von den Fans zu verabschieden, da es seine 15. und letzte Tour de France war.
Dann begann das Rennen mit einigen Angriffen aus dem Feld, doch die Teams der Sprinter ließen sie nicht ziehen. Erst auf der vierten Runde konnte sich eine 12-köpfige Gruppe absetzen, die etwa 30 Sekunden Vorsprung auf das Hauptfeld herausfahren konnte. Sie wurde aber auf der sechsten Runde eingeholt. Das Feld ging geschlossen auf die achte und letzte Runde. Zwar versuchten einige Fahrer den Coup von Alexander Winokurow aus dem Vorjahr zu wiederholen, doch diesmal entschied sich die Etappe im Sprint. Thor Hushovd überholte kraftvoll nach dem Antritt von Robbie McEwen und siegte auch mit weiterem Abstand vor Stuart O’Grady und Erik Zabel.
Am Ende der Rundfahrt waren die eine Minute Vorsprung von Sieger Floyd Landis  vor dem Zweiten Óscar Pereiro und die 1:29 min auf den Dritten Andreas Klöden der kleinste Vorsprung den jemals ein Sieger auf den Drittplatzierten hatte.
Am Ende der 3657,1 km langen Rundfahrt erreichten von den 176 zugelassenen Fahrern, die beim Prolog in Straßburg an den Start gegangen waren, 139 das Ziel in Paris.

## Aufgaben
- 93 Florent Brard – vor dem Start der Etappe, Bruch der linken Hand nach Sturz am Vortag.

## Zwischensprints
1. Zwischensprint in Boulogne-Billancourt (92 km)
| Erster  | Wim Vansevenant  | 6 P. und 6 s |
| Zweiter | Robbie McEwen    | 4 P. und 4 s |
| Dritter | Víctor Hugo Peña | 2 P. und 2 s |

2. Zwischensprint in Haut des Champs-Elysées (116,5 km)
| Erster  | Fabian Wegmann  | 6 P. und 6 s |
| Zweiter | Mikel Astarloza | 4 P. und 4 s |
| Dritter | Jens Voigt      | 2 P. und 2 s |

## Bergwertungen
Côte de Gif-sur-Yvette, Kategorie 4 (43,5 km)
| Erster  | Michael Rasmussen | 3 P. |
| Zweiter | Koos Moerenhout   | 2 P. |
| Dritter | Bert Grabsch      | 1 P. |

Mont-Valérien, Kategorie 4 (72 km)
| Erster  | Víctor Hugo Peña | 3 P. |
| Zweiter | Ronny Scholz     | 2 P. |
| Dritter | David Arroyo     | 1 P. |

- Siehe auch: Fahrerfeld